# روبرت إتش غوتز
روبرت إتش غوتز (بالألمانية: Robert Hans Goetz)‏ هو طبيب وجراح ألماني، ولد في 17 أبريل 1910 في فرانكفورت في ألمانيا، وتوفي في 15 ديسمبر 2000.